# Сложно програмируемо логическо устройство
Сложно програмируемо логическо устройство (на английски: Complex Programmable Logic Device, CPLD) е програмируема логическа интегрална схема, комбинация от програмируем масив PAL (на английски: Programmable Array Logic) и програмируема логическа матрица от макроклетки (на английски: Field-programmable gate array, FPGA). Масивът PAL е от тип AND/OR и може да изпълнява множество логически операции. Макроклетките са функционални блокове, които също могат да изпълняват специализирани логически операции.  За разлика от други цифрови схеми логиката на работа на CPLD не се определя при производствения процес, а се задава чрез програмиране с програматор и IDE.

## Характеристики
Някои от CPLD характеристиките са общи с PAL:
- Енергонезависима конфигурационна памет. За разлика от много FPGA, външна конфигурация на ROM ПАМЕТ не се изисква, и CPLD може да функционира веднага след стартиране на системата.
- Много от CPLD наследствените устройства, ограничава маршрута на повечето от логическите блокове да има входни и изходни сигнали, свързани към външни пинове, намалявайки възможностите за вътрешното състояние на съхранение и дълбока пластова логика. Това обикновено не е фактор за по-големи CPLD и по-нови CPLD устройства.

Други характеристики общи с PLD:
- Голям брой от налични портове. CPLD обикновено има еквивалентно на хиляди до десетки хиляди логически портове, позволявайки изпълнението на умерено сложни дата обработващи устройства. Pal обикновено има няколкостотин еквивалентни портове, докато FPGA обикновено варира от десетки хиляди до няколко милиона.
- Някои провизии за логика по-гъвкава отколкото изразената сума на продукта, включително и сложен път за обратна връзка между макро клетки, и специализирана логика за изпълнение на различни често срещани функции, като интегрирана аритметика.

Най-видимата разлика между голям CPLD и малък FPGA е наличието на чип с енергонезависима памет в CPLD, който позволява CPLD да се използва за функциите за зареждане на ОC, преди да предаде управлението на други устройства, нямащи собствени перманентни програмни места за съхранение. Добър пример е CPLD, където се използва, за да зареди конфигурационната дата за FPGA от енергонезависима памет.

## Разграничения
CPLD бяха една еволюционна стъпка от дори по-малки устройства, предхождащи ги, PLA (първоначално предоставена на компанията Signetics) и PAL.Te от своя страна бяха предхождани от стандартни логически продукти, които предлагат никакво програмиране и са били използвани да изградят логически функции, чрез физически свързвайки няколко стандартни логически чипа заедно (обикновено със свързване на печатна електронна платка, но понякога, особено за прототипи, използва се свързване обвито с тел).
Главното разграничение между FPGA и CPLD устройствата е, че структурата на FPGA е вътрешно основан на LUT (Look-up table), докато CPLD формира логическата функция с море-от-портове.(sea-of-gates).